# Heľpa (stacja kolejowa)
Heľpa – stacja kolejowa znajdująca się we wsi Heľpa, w kraju bańskobystrzyckim, na linii kolejowej 172 Banská Bystrica – Červená Skala, na Słowacji.